# Ground proximity warning system

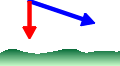
Mode 1

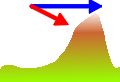
Mode 2

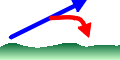
Mode 3

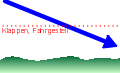
Mode 4

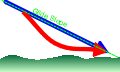
Mode 5

Het ground proximity warning system (GPWS) is een systeem aan boord van een vliegtuig dat de piloot waarschuwt indien het vliegtuig dreigt tegen de grond of een obstakel aan te vliegen. Een andere gangbare naam voor het systeem is ground-collision warning system (GCWS).

## Werking
De GPWS-computer aan boord van het vliegtuig houdt diverse gegevens van de radiohoogtemeter, de air data computer (ADC) en het instrument landing system (ILS) alsmede de toestand van het landingsgestel en van de welvingskleppen voortdurend in de gaten. Indien het vliegtuig te laag bij de grond komt of recht op een hoog obstakel afvliegt, gaan in de cockpit een visueel en een akoestisch alarm af. Het standaard GPWS-systeem hanteert vijf modes voor dreigend gevaar:
- mode 1: snelle daling ("SINKRATE" - "PULL UP")
- mode 2: verhoogd terrein ("TERRAIN TERRAIN" - "PULL UP")
- mode 3: verlies van hoogte na opstijgen ("DON'T SINK")
- mode 4: onveilig terrein ("TOO LOW TERRAIN" - "TOO LOW GEAR" - "TOO LOW FLAPS")
- mode 5: grote afwijking onder het glijpad ("GLIDESLOPE")

De uitvinding van GPWS wordt toegeschreven aan de Canadese monteur Don Bateman. Hij deed zijn uitvinding eind jaren zestig na een reeks ongelukken veroorzaakt door controlled flight into terrain (CFIT). Voor de komst van GPWS vonden per jaar gemiddeld 3,5 fatale vliegrampen plaats met grote vliegtuigen als gevolg van CFIT. Sinds 1974, toen de Federal Aviation Administration fabrikanten verplicht stelde om een GPWS in vliegtuigen te monteren, vonden er vrijwel geen ongelukken door CFIT meer plaats met grote vliegtuigen. Sinds 2000 is GPWS ook verplicht in kleinere toestellen.

## Zwakke plekken en EGPWS
De traditionele GPWS heeft een aantal zwakke plekken. Mede daarom is in de jaren negentig een verbeterd systeem ontwikkeld dat "enhanced ground proximity warning system" (EGPWS/TAWS) wordt genoemd.
Het traditionele GPWS-systeem kan alleen data verzamelen van direct onder het vliegtuig. In bergachtig terrein zal GPWS in sommige gevallen te laat een waarschuwing geven. Bij EGPWS is dit probleem opgelost door het systeem te koppelen aan GPS-technologie voorzien van een database met kaarten van het terrein.
Een tweede probleem is dat op het moment dat het landingsgestel is uitgeklapt, het systeem ervan uitgaat dat het vliegtuig wil landen. Vanaf dat moment zal het systeem slechts beperkt waarschuwingen geven. Dit probleem is bij EGPWS opgelost met de terrain clearance floor- of TCF-functie. Deze blijft de piloten ook tijdens de landing van GPWS-bescherming voorzien.
Bij het EGWPS zijn bovendien twee modes toegevoegd aan de vijf reeds bestaande modes van GPWS:
- mode 6: excessive bank angle ("BANK ANGLE - BANK ANGLE") en altitude advisories. Excessive bank angle geeft een waarschuwing als de rolhoek van het vliegtuig een bepaalde drempel (afhankelijk van de situatie 35°, 40° of 45°) overschrijdt. Wanneer de rolhoek verminderd is tot minder dan 30° stopt de waarschuwing. Het tweede onderdeel van mode 6 zijn de "altitude advisories". Wanneer een bepaalde radiohoogte wordt gepasseerd tijdens de nadering geeft de EGWPS een verbale waarschuwing, bijvoorbeeld "Five hundred" indien de hoogte van 500 voet boven het terrein wordt gepasseerd.
- mode 7: windshear ("WINDSHEAR WINDSHEAR WINDSHEAR") (windschering). De piloot wordt gewaarschuwd bij een zeer snelle verandering van windsnelheid en/of -richting, die een groot gevaar kan zijn voor veiligheid van het vliegtuig. Als deze waarschuwing tijdens de landing afgaat wordt doorgaans een doorstart uitgevoerd.

## Gebruik
In de commerciële luchtvaart is GPWS verplicht voor alle toestellen. Er bestaan vaste protocollen hoe piloten moeten handelen als het GPWS een waarschuwing geeft. 
In de privéluchtvaart is GPWS niet verplicht, behalve bij vliegtuigen aangedreven door turbines en met meer dan 10 zitplaatsen. AlliedSignal ontwikkelde in 1999 een kleinere en goedkopere versie van GPWS voor privévliegtuigen.